# IC 1802
IC 1802 — галактика типу S0 (спіральна галактика) у сузір'ї Овен.
Цей об'єкт міститься в оригінальній редакції індексного каталогу.